# Noureddine Daham
Noureddine Daham (arabisch نور الدين دهام; * 15. November 1977 in Oran) ist ein ehemaliger algerischer Fußballspieler.

## Verein
Der Stürmer begann seine Profikarriere 1997 bei seinem Heimatverein ASM Oran. 2002 ging er dann zur JS Kabylie, ehe er sich ein Jahr später dem Mouloudia Club d’Alger anschloss.
Der variabel einsetzbare Stürmer wechselte 2006 ablösefrei zum 1. FC Kaiserslautern. Dort traf er auf seinen ehemaligen Mannschaftskollegen Ismaël Bouzid, mit dem er kurz zuvor den algerischen Pokal gewonnen hatte. In der Hinrunde 2006/07 war Daham erfolgreichster Lauterer Torschütze (sieben Tore). Ab Anfang 2007 war der Algerier durch eine Gürtelrose so sehr gehandicapt, dass eine längere Zwangspause nötig wurde. Zudem verlor er seinen Stammplatz.
Im August 2007 wechselte er vom FCK zum Zweitliga-Konkurrenten TuS Koblenz. Dort absolvierte er in der Saison 2008/2009 aufgrund eines Schienbeinbruchs allerdings kein einziges Spiel. Sein Vertrag wurde nach Ablauf im Juni 2009 von Seiten der TuS Koblenz nicht verlängert.
Im September 2009 gab er die Rückkehr in sein Heimatland Algerien bekannt. Daham unterschrieb einen Vertrag über ein Jahr beim algerischen Erstligisten USM Alger, blieb allerdings bis Juni 2013 bei den Hauptstädtern. In dieser Zeit konnte er mit dem Verein in der Saison 2012/13 den Gewinn des algerischen Pokals sowie des UAFA Cups feiern.
Zur Saison 2013/14 schloss er sich dem Liga-Rivalen ASO Chlef an, wo er erneut Torjäger-Qualitäten zeigte und mit zehn Toren in 28 Spielen den 5. Platz in der Torschützenliste einnehmen konnte. Im Frühjahr 2014 verlängerte er seinen auslaufenden Vertrag, um ein weiteres Jahr, bis Juni 2015. Anschließend spielte er noch eine Saison bei USM Bel-Abbès und beendete dort im Sommer 2016 seine aktive Karriere.

## Nationalmannschaft
Sein Debüt für die Algerische Nationalmannschaft gab Daham am 28. Februar 2006 in einem Freundschaftsspiel gegen Burkina Faso (0:0), das erste Tor gelang dann knapp vier Monate später beim 1:0-Sieg gegen den Sudan. Bis Ende 2011 absolvierte er insgesamt elf Partien, in denen er zweimal traf.

## Erfolge
- Algerischer Pokalsieger: 2006, 2013
- UAFA-Cup-Sieger: 2013